# Ti ricordi, papà?
Ti ricordi, papà? è un saggio della psicoterapeuta, giornalista e scrittrice Gianna Schelotto pubblicato per Arnoldo Mondadori Editore nel 2005. In esso viene profondamente analizzato il (talvolta molto complesso) rapporto che intercorre tra una figlia ed il proprio padre, spesso visto come mito, eroe, principe azzurro o sovrano, sempre indispensabile, spesso irraggiungibile. In questo senso, il libro costituisce per molti versi anche uno spaccato sul cambiamento dei rapporti interfamiliari all'alba del XXI secolo.

## Contenuto
Avvalendosi del materiale derivato da decine di incontri in studio ma anche attingendo alla rubrica di lettere da lei tenuta sul Corriere della Sera, la Schelotto rievoca - talvolta in poche righe, altre in maniera articolata - emozioni, sensazioni, paure e angosce che possono caratterizzare la vita di una donna in funzione del proprio padre, una figura verso la quale può essere nutrito un amore totale e totalizzante, quasi - letterariamente - un amour fou.
Le testimonianze che costituiscono il corpus principale del libro sono frammiste - sull'onda di ricordi personali - a miti, fiabe e biografie di scrittori come Luigi Pirandello o Georges Simenon.
A proposito del primo, viene sottolineato come l'autore siciliano usasse scrivere alla propria figlia, andata a nozze oltreoceano, appellandola enfaticamente bambina e reiterando con sistematica continuità l'aggettivo possessivo mia ("Bisogna che tu ritorni presto, mia piccola bella; se no, papà tuo morrà d'angoscia", scriverà alla figlia). Il risultato è che la figlia, abbandonato il marito, ritorna presso il padre mentre questi si sta invaghendo della giovane attrice Marta Abba.

## Padri assenti e madri troppo presenti
Contrapposto fra padri troppo assenti e madri, al contrario, fin troppo presenti (e con donne che perseguono per l'intera esistenza il raggiungimento totale della figura paterna, ed altre che viceversa vedono la loro vita segnata da un amore paterno troppo invasivo e tale da soffocare ogni loro tipo di autonomia), il libro non poteva non affrontare il delicato argomento del rapporto edipico, fino al (drammatico) momento incestuoso (ed un passaggio dedicato a Edipo ed alla figlia Antigone è esplicativo in questo senso).
Sul leitmotiv, appunto fiabesco, del C'era una volta un re (un sovrano spesso ingombrante, tenero oppure crudele, comunque una figura in grado di giganteggiare nella vita di una donna), la Schelotto - nella sua analisi - evidenzia le emozioni spesso avvertite da figlie ormai in età adulta che sentono in sé un bisogno primitivo e assoluto del padre, ma la cui ricerca sembra possa non raggiungere mai - appunto in questa tipologia femminile - un appagamento completo.
Viene sottolineata in questo contesto anche la particolarità del rapporto fra una donna e suo padre, sicuramente differente da quello che unisce un uomo alla propria madre, raramente vista (come pare sia storicamente e scientificamente provato, e non solo in virtù del dato biologico che deriva dal mater certa est) come mito irraggiungibile.
Indicato il male, l'autrice si propone - da terapeuta, prima che come donna e scrittrice - di fornire il rimedio per affrontare quello che è uno dei passaggi psicologici più difficili per una figlia: e suggerisce come occorra arginare il mito, perserguire cioè la consapevolezza che il padre non è un dio ma una persona capace di propri errori, non esente da limiti e debolezze.
"A mio padre non ho perdonato la vecchiaia - scrive la Schelotto nell'incipit del libro, con angosciata sincerità - Ero furiosa con lui. I suoi comportamenti insicuri ne alteravano giorno dopo giorno l'immagine. Dov'era finito il papà forte, lucido e potente che avevo amato, e che mi aveva amata?".

## Edizioni
- Gianna Schelotto, Ti ricordi, papà?, collana Ingrandimenti, Arnoldo Mondadori Editore, 2005,  p. 180, ISBN 88-04-53624-1.